# Abbottábád
Abbottábád (urdsky ایبٹ آباد‎) je správní centrum stejnojmenného okresu v provincii Chajbar Paštúnchwá v Pákistánu. Má přes 105 tisíc obyvatel.

## Poloha
Leží zhruba 50 kilometrů na severovýchod od hlavního města Islámábádu v nadmořské výšce 1260 metrů. Je vzdálen asi hodinu cesty autem od Islámábádu. Má příjemné, mírné klima s dostatkem srážek, proto se jedná v rámci Pákistánu o dražší destinaci, kde většinu obyvatel tvoří příslušníci střední třídy. Ve městě se nacházejí tři vojenské objekty, včetně výcvikového centra a vojenské akademie.

## Dějiny
Abbottábád byl založen v roce 1853 britským důstojníkem Jamesem Abbottem, podle kterého byl později pojmenován.
V roce 2011 zde byl 2. května příslušníky americké speciální jednotky Navy SEALs zastřelen Usáma bin Ládin.